# Rok Možič
Rok Možič, slovenski odbojkar, * 17. januar 2002, Maribor, Slovenija.

## Osebno
Rok Možič prihaja iz odbojkarske družine. Njegov oče je nekdanji odbojkar in sedaj odbojkarski trener Peter Možič. Njegova mama Mojca Možič je prav tako igrala odbojko na profesionalni ravni. Rok je obiskoval Osnovno šolo bratov Polančičev v Mariboru. 

## Klubska kariera
Rok Možič je začel trenirati odbojko pri 7 letih, ko je zabeležena njegova prva registracija pri OK Maribor. Od svojega 11 leta je z ekipo OK Maribor osvojil kar osem naslovov državnih prvakov. 
V sezoni 2019/2020 je s člansko ekipo OK Maribor osvojil četrto mesto v državnem prvenstvu. Rok je bil razglašen za najboljšega igralca državnega prvenstva po rednem delu (največ osvojenih točk). 
Leta 2021 je podpisal dvoletno pogodbo z italijanskim prvoligašem Verona Volley. Leto 2021 je zaključil kot točkovno najuspešnejši igralec italijanske lige. 

## Reprezentanca
Pri 16 letih se je prvič pridružil pripravam članske reprezentance (širši seznam), ki se je v Kranjski Gori pripravljala za svetovno prvenstvo. 
Leta 2021 je s člansko odbojkarsko reprezentanco osvojil naslov evropskih podprvakov, leta 2023 pa bronasto medaljo. 

## Odbojka na mivki
Rok je v odbojki na mivki osvojil skupno 12 naslovov državnega prvaka. Leta 2018 je skupaj z Žigo Kumrom postal tudi državni članski podprvak, s čimer sta si priborila nastop na turnirju svetovne serije. 
V odbojki na mivki je nato postal še evropski podprvak do 18 let. V letu 2021 je s soigralcem Rokom Bračkom postal evropski prvak v odbojki na mivki v kategoriji do 20 let. 

## Nagrade
V letu 2019 je bil razglašen za najperspektivnejšega športnika mesta Maribor. Leta 2021 ga je Društvo športnih novinarjev razglasilo za najbolj obetavno športno osebnost leta v Sloveniji. Istega leta je Rok postal še Večerov športnik Štajerske.